# 越洋情書
越洋情書（Lettres à Nelson Algren）是法國女作家西蒙·德·波伏娃（西蒙·波娃）作品，裡面收錄從1947年到1964年寫給美國作家納爾遜·艾格林（Nelson Algren）的304 封信。西蒙·波娃三十九歲訪美時認識了美國情人艾格林（這段故事可見於《西蒙波娃的美國紀行》），兩人開始有了戀情，回到法國之後，西蒙·波娃開始與艾格林通信。初識艾格林時，正是西蒙·波娃積極創作《第二性》的時候。越洋情人在通信中一度論及婚嫁，終於無法割捨自己的事業而作罷，三年後這段戀曲結束，但雙方仍持續通信長傳十七年之久。1999年《越洋情書》出版，引發了激烈討論。
西蒙·波娃在情書中大量的使用“我的尼爾森”“我深愛的人”“我親愛的”“我的夫君”“我深愛的丈夫”等字眼，艾格林索討的愛是一般的愛，是可以生活在一起同床共枕的愛情與婚姻，他不解何以波娃定然要有沙特，於是艾格林選擇離去。西蒙波娃愛的辛苦，她的信中充滿著許多瑣碎感情與心情碎片：「收到一封信後我接著又等下一封，不斷地等待再見到你。這一念頭使我有些不好受。想念你是悲傷的病，愛你卻溫暖我的心。納爾遜，我多麼愛你。」「我不相信我們將不再見面。我失去了愛情，這是事實，是痛苦的。但是我沒有失去你。不管怎麼說，你滿足了我，納爾遜，你給我的一切對我多麼珍貴，你也拿不回去給我的一切。……我希望這種溫情、這種友誼永存，永遠存在。……」。艾格林於1990年9月21日去世，去世前把西蒙·波娃写给他的信都交给了波娃的养女西尔维·勒庞。